# Сэндвич Дагвуд
Сэндвич Дагвуд (англ. Dagwood sandwich) — высокий многослойный сэндвич, сделанный с различными видами мяса, сыров и приправ. Он назван в честь Дагвуда Бамстеда, центрального персонажа комикса «Блонди», которого часто изображают готовящим огромные бутерброды. По словам сценариста Blondie Дина Янга, его отец, Чик Янг, начал рисовать огромные бутерброды в комиксе в 1936 году.

## Ингредиенты
Хотя точное содержание нарисованного сэндвича Чика Янга остается неясным, похоже, что он содержит большое количество разнообразных мясных нарезок, нарезанного сыра и овощей, разделенных дополнительными ломтиками хлеба. Венчает съедобную структуру оливка, проткнутая зубочисткой или деревянной шпажкой. «Сэндвич Дагвуд» был включен в Словарь Вебстера «Новый мир» (Webster’s New World Dictionary), а «Дагвуд» (относящийся к сэндвичу) — в Словарь американского наследия (The American Heritage Dictionary of the English Language (AHD)).

## Разновидности и рестораны
- В 1951 году бизнесмены Боб Вейлер и Арт Лэнг открыли ресторан в стиле Дагвуд в Толедо, штат Огайо, в надежде создать национальную сеть. У них не было лицензии на имя Dagwood, и издательская компания King Features приказала прекратить его использование[3].
- До 1971 года в Анн-Арборе, штат Мичиган, работала закусочная «Дагвуд» (пишется «Даг-Вуд»)[4].
- Мясное ланч-ассорти с Дагвудом продавалось в продуктовых магазинах. В мае 1999 года в тематическом парке «Островах приключений Юниверсал Орландо» открылся ресторан «Блонди», предлагающий традиционный сэндвич в стиле Дагвуд. «Блонди» называет себя «Домом Дагвудского сэндвича». Снаружи над входом виден 20-футовый пластиковый сэндвич Дагвуд[5].
- Сеть закусчных Denny’s в начале 2000-х предлагала на завтрак Дагвуд[6]. Он содержал более тысячи калорий[7]. Позже он был удален из меню.
- Dagwood’s Sandwich Shoppes, сеть ресторанов в стиле Blondie, основанная в 2006 году, имеющая франшизу для открытия ресторанов во Флориде, Кентукки, Индиане, Миссури и Джорджии, была закрыта по состоянию на 2011 г.[8]. Сеть испытывала финансовые трудности и не достигла ожидаемого его основателями роста[9]. Было подано два иска по обвинению в бесхозяйственности, мошенничестве, растрате и умышленном обмане финансового состояния сети в момент её краха[10]. Дагвуд продавался как бутерброд весом 1,5 фунта[11]. Сэндвич Дагвуд, который подавали в Dagwood Sandwich Shoppes, включал следующие ингредиенты: три ломтика хлеба, салями из Генуи, ветчина, пепперони, индейка, сыр чеддер, проволоне, листья салата, помидоры, жареный красный сладкий перец, банановый перец, красный лук, горчица и низкокалорийный майонез[12].
- Сеть магазинов Penn Station East Coast Subs из Цинциннати называет свой субмарина-сэндвич «самодельный Дагвуд». Покупатель может выбрать до пяти видов мяса и любую комбинацию доступных приправ и овощей.
- Дагвуды также являются популярными сэндвичами в южноафриканских фаст-фудах и придорожных барах, как в небольших уличных киосках, так и в более крупных сетях. Южноафриканский Дагвуд обычно готовят из трех ломтиков поджаренного хлеба с котлетой для гамбургера (или двух), а также салата, помидоров и жареного яйца. Могут быть добавлены другие распространённые ингредиенты, а говяжья котлета может быть заменена пикантным фаршем, напоминающим американский Неряха Джо, но, похоже, южноафриканский Дагвуд характеризует жареное яйцо и двухэтажный сэндвич.
- В 2008 году ведущий кулинарной передачи Man v. Food Адам Ричман посетил Колумбус, штат Огайо, и принял участие в конкурсе «Дагвудский челендж» в Ohio Deli and Restaurant. Задача заключалась в том, чтобы съесть сэндвич Дагвуд весом 2-1⁄2 фунта плюс фунт картофеля фри в течение 30 минут. Ричман успешно съел бутерброд и картофель фри за 20 из 30 минут и был награждён памятной футболкой.
- Dagwood’s Deli и Sub Shop открылись в Индиане в 1985 году, имеют несколько локаций[13]. В меню есть «Дагвуд Суприм», в который входят ростбиф, ветчина, индейка, проволоне и сыры Колби, салат, помидоры и лук, а также соус «Дагвуд»[14].
- Dagwoods Sandwichs et Salades — сеть ресторанов быстрого питания, работающая в Канаде. Была основана в 1989 году в Монреале, но впоследствии расширилась по Квебеку и Восточному Онтарио[15].